# کفتارگی
کفتارگی روستایی است که در بخش مرکزی شهرستان زهک در استان سیستان و بلوچستان واقع شده است.
این روستا در دهستان زهک قرار دارد و بر اساس سرشماری سال ۱۳۸۵ جمعیت آن (۱۰۰ خانوار) ۵۱۴ نفر بوده است.